# Кормомолін
Кормомо́лін (індонез. Kormomolin) — один з 10 районів округу Західне Південно-Східне Малуку провінції Малуку у складі Індонезії. Розташований на сході острова Ямдена. Адміністративний центр — село Меяно-Рая.
Населення — 6202 особи (2012; 5921 в 2010).

## Адміністративний поділ
До складу району входять 9 сіл:
| Населений пункт         | Населення, осіб (2010) |
| ----------------------- | ---------------------- |
| Алусі-Батджас, село     | 538                    |
| Алусі-Буук-Джалін, село | 250                    |
| Алусі-Келаан, село      | 792                    |
| Алусі-Краваїн, село     | 744                    |
| Алусі-Тамбріан, село    | 441                    |
| Кілмаса, село           | 591                    |
| Лорвембун, село         | 723                    |
| Лумасебу, село          | 610                    |
| Меяно-Рая, село         | 1232                   |